# Censuskiesrecht
Van censuskiesrecht, cijnskiesrecht of cijnskiesstelsel, is sprake als bij verkiezingen het stemrecht is voorbehouden aan personen die vermogend genoeg zijn om minimaal een bepaald bedrag aan belastingen te betalen.
Een dergelijk systeem is gebaseerd op de stelling: No taxation without representation. Het principe achter deze stelling is dat alle beslissingen van de wetgevende macht belastinggeld kosten. Enkel die personen die meer belastinggeld bijdragen aan de overheid dan gelden van de overheid ontvangen, onder de vorm van loon of uitkering bijvoorbeeld, mogen beslissen hoeveel belastingen de overheid heft en waar deze belastinggelden aan worden besteed.
Dit systeem werd veel gebruikt in zich ontwikkelende democratieën aan het eind van de 19e en het begin van de 20e eeuw, maar is later vrijwel overal door het algemeen kiesrecht vervangen. Soms gebeurde dit in stappen, waarbij het minimumbelastingbedrag om kiesgerechtigd te zijn eerst een of meer keren verlaagd werd. Soms ontstonden allengs naast de belastingen ook andere criteria waardoor men 'geschikt' werd geacht om aan de verkiezingen deel te nemen.

## Censuskiesrecht in België
De hoogte van de cijns kon variëren. Zo werd er in de Belgische Grondwet van 1830 vastgelegd dat de belastingbetaler minstens 20 frank betaald moest hebben bij de belastingen om stemrecht te hebben. De kieswet stelde dit bedrag nog hoger. In de praktijk betekende dit dat minder dan 2% van de bevolking over stemrecht beschikte. Daarbovenop kwam nog dat er een capaciteitskiesrecht gold. In het revolutiejaar 1848 vond een verlaging van het differentieel censuskiesrecht plaats tot het grondwettelijke minimum voor de parlementsverkiezingen. Daardoor kon een groter deel van de gezeten burgerij gaan stemmen.
Pas in 1893 werd dit kiesstelsel onder druk van de socialistische beweging vervangen door algemeen stemrecht voor mannen vanaf 25 jaar. Dit was toen nog een algemeen meervoudig stemrecht, waarbij mannen die een bepaalde belasting betaalden en mannen in het bezit van bekwaamheidsattesten nog een of twee bijkomende stemmen kregen. Na de Eerste Wereldoorlog werd dit stelsel vervangen door het algemeen enkelvoudig stemrecht voor mannen. Vrouwen kregen in België kiesrecht in 1948.
In 1850 bedroeg het aantal kiezers in België 79.998 in 1890 was dit slechts toegenomen tot 116.090. Na de invoering van het algemeen meervoudig stemrecht werden dit er 1.370.687.

## Censuskiesrecht in Nederland
Tot aan de Grondwet van 1887 gold in Nederland het censuskiesrecht. Bij de grondwetswijziging van dat jaar werd een artikel opgenomen dat bepaalde dat het kiesrecht voor de Tweede Kamer voortaan uitgeoefend werd door de mannelijke ingezetenen, tevens Nederlanders, die door de Kieswet te bepalen tekenen van geschiktheid en maatschappelijke welstand bezitten. Vanwege de rekbaarheid van deze begrippen werd het artikel wel het caoutchouc-artikel genoemd ('caoutchouc' was de toenmalige benaming voor rubber). Het caoutchouc-artikel opende de mogelijkheid om mensen op andere gronden dan inkomen en vermogen het kiesrecht te verlenen. Zo kon men in Nederland volgens de kieswet van 1896 op de volgende gronden stemrecht krijgen:
- het betalen van een bepaald bedrag aan belastingen (censuskiezers)
- het bezit van een bepaald bedrag aan spaargeld
- het behaald hebben van bepaalde examens (capaciteitskiesrecht)
- het ontvangen van een bepaald bedrag aan loon
- het bezit van een woning

Het caoutchouc-recht leidde tot een steeds groter percentage van kiesgerechtigde mannen. In 1917 werd het door het caoutchouc-artikel inmiddels steeds verder verwaterde censuskiesrecht afgeschaft en vervangen door het algemeen kiesrecht, zij het dat slechts mannen actief kiesrecht hadden, vrouwen hadden slechts passief kiesrecht. In 1919 kregen ook vrouwen actief kiesrecht, hetgeen zij voor het eerst konden uitoefenen bij de Tweede Kamerverkiezingen van 1922.